# Hellman & Friedman
Hellman & Friedman LLC (H&F) es una empresa de inversión de capitales estadounidense. Fue fundada en 1984 por Warren Hellman y Tully Friedman
, que realiza inversiones principalmente a través de compras apalancadas así como inversiones de capital de crecimiento. 
H&F ha centrado sus esfuerzos en varias industrias objetivo principales, incluyendo medios de comunicación, servicios financieros, servicios profesionales y servicios de información. 
La empresa tiende a evitar los negocios intensivos en activos u otros negocios industriales (por ejemplo, manufactura, productos químicos, transporte). H&F tiene su sede en San Francisco, con oficinas en Nueva York y Londres.

## Historia

### Fundación
Hellman & Friedman fue fundada en 1984 por Warren Hellman y Tully Friedman. Antes de H&F, Hellman fue socio fundador de Hellman, Ferri Investment Associates, que más tarde sería rebautizada como Matrix Management Company. 
Hoy en día, Matrix es una de las más prominentes firmas de capital de riesgo en los EE. UU. Antes de eso, Hellman trabajó en la banca de inversión en Lehman Brothers, donde se desempeñó como presidente, así como jefe de la División de Banca de Inversión y Presidente de Lehman Corporation.
Tully Friedman fue anteriormente un director gerente de Salomon Brothers. En 1997, Friedman dejó la empresa para fundar Friedman Fleischer & Lowe, una empresa de inversión privado también con sede en San Francisco.

### Recientes
A partir del 2011, H&F empleó aproximadamente 50 profesionales de la inversión, incluyendo 15 directores generales, 6 directores y 13 asociados, así como asesores principales y consejeros generales. En agosto de 2013, la firma adquirió el corredor de seguros más grande de Canadá, Hub International, por alrededor de 4.4 mil millones de dólares.
En marzo de 2014, la firma adquirió Renaissance Learning, una firma que proporciona métodos de evaluación tales como pruebas electrónicas que adaptan las preguntas en tiempo real dependiendo de cuán exitosamente el estudiante está respondiendo, por 1.1 mil millones de dólares en efectivo.
En febrero de 2015 se anunció que Hellman & Friedman estaba preparando una oferta de adquisición para la empresa de automóviles usados Auto Trader, que podría ascender a una oferta de 2.000 millones de libras esterlinas.
En mayo de 2016, H&F acordó un acuerdo para adquirir la compañía de gestión de costos de atención médica MultiPlan Inc. por unos 7.500 millones de dólares.
El 18 de mayo de 2017, Hellman & Friedman presentó una oferta de 2900 millones de dólares australianos para Fairfax Media en Australia, iniciando una guerra de ofertas con el Grupo TPG por la empresa.
En junio de 2018, se anunció que Hellman & Friedman tomaban una participación de control en la empresa de monitoreo de seguridad, SimpliSafe.

## Participaciones destacadas
Un elemento central de la estrategia de H&F es invertir en oportunidades de "crecimiento", ya sea en un sector industrial o en una empresa específica. H&F invierte en una variedad de estructuras, frecuentemente haciendo inversiones minoritarias con sólo controles limitados. Además, H&F ha tomado una serie de medidas no convencionales para financiar y cerrar transacciones, incluyendo la organización y sindicación de la financiación de varias inversiones, incluyendo Getty Images y Goodman Global.
Desde que cerró su sexto fondo de capital privado en 2007, H&F ha estado activo en la realización de nuevas inversiones:
- DoubleClick[13][14]
- Goodman Global[15]
- Gartmore[16]
- Texas Genco[17]
- GCM Grosvenor[18]
- Nielsen Company[19]
- Nasdaq[20]
- Pharmaceutical Product Development[21]
- SSP Holdings[22]
- Web Reservations International (Hostelworld.com)[23]